# Pericyma ligilla
Pericyma ligilla là một loài bướm đêm trong họ Erebidae.